# Bariumtetraiodomercurat(II)
Bariumtetraiodomercurat(II) ist eine anorganische chemische Verbindung aus der Gruppe der Bariumverbindungen, Iodkomplexe und Quecksilberverbindungen.

## Eigenschaften
Bariumtetraiodomercurat(II) ist ein gelber bis rötlicher zerfließlicher Feststoff, der sehr gut löslich in Wasser ist. Die klare gelbliche, hoch lichtbrechende konzentrierte wässrige Lösung (maximale Dichte 3,485 g/cm3 bei 20 °C) wird als Alkaloidreagenz in der Mikrochemie benutzt. Sie kann in der Mineralogie auch zur Schwimm-Sink-Aufbereitung von Mineralgemischen (Rohrbachs Lösung, nach Carl E. G. Rohrbach) sowie zur Dichtebestimmung von Mineralen (Schwerflüssigkeit) verwendet werden, ist aber stark giftig.

## Gewinnung und Darstellung
Bariumtetraiodomercurat(II) kann analog dem Kaliumtetraiodomercurat(II) durch Reaktion von Quecksilber(II)-chlorid oder Quecksilber(II)-iodid mit Bariumiodid gewonnen werden.
{\displaystyle \mathrm {HgCl_{2}+2\ BaI_{2}\longrightarrow Ba[HgI_{4}]+BaCl_{2}} }
{\displaystyle \mathrm {HgI_{2}+BaI_{2}\longrightarrow Ba[HgI_{4}]} }